# Favissæ
Les favissæ étaient des fosses rituelles, situées dans l'enceinte des temples des diverses civilisations antiques du bassin méditerranéen, ayant servi de dépôt d'objets de culte ou d'ex-voto après leur usage.
Les archéologues ont trouvé de très riches fosses dans le monde romain et surtout dans les sites de l'ancienne Égypte. De telles fosses ont également été retrouvées dans le monde phénicien et punique lors des fouilles du temple de Saturne à Dougga, prouvant l'existence d'un lieu de culte consacré à Ba'al Hammon au même endroit.